# Homogent polynom
Inom matematiken är ett homogent polynom ett polynom vars monom (termer) alla är av samma grad. Till exempel är {\displaystyle x^{5}+2x^{3}y^{2}+9xy^{4}} ett homogent polynom av grad 5 i två variabler - summan av exponenterna i varje term är alla lika med 5. Polynomet {\displaystyle x^{3}+3x^{2}y+z^{7}} är icke-homogent, eftersom termerna är av olika grad. Algebraisk form, eller ofta bara form, är en annan benämning på ett homogent polynom.
Ett polynom av grad 0 är alltid homogent - det är helt enkelt bara en koefficient, som vanligtvis kallas skalär eller konstant. Ett homogent polynom av grad 1 kallas en linjär form. Ett homogent polynom av grad 2 kallas kvadratisk form.
Homogena polynom förekommer överallt inom matematiken och fysiken. De spelar en fundamental roll inom algebraisk geometri, eftersom en projektiv algebraisk varietet definieras som mängden av nollställen till en mängd bestående av homogena polynom.

## Multiplikation av homogena polynom
En multiplikation av två monom resulterar i ett monom av en grad som är lika med summan av de båda monomens respektive grad och således ger produkten av två homogena polynom som resulat ett polynom av en grad som är lika med summan av de båda polynomens respektive grad, vilket ger att:
En produkt av två eller flera polynom är homogen om och endast om alla polynomen är homogena och denna produkt är ett polynom av en grad som är lika med summan av graden hos de polynom som multiplicerats.